# Vlada Pejović
Vlada Pejović (serbisch-kyrillisch Влада Пејовић; * 6. April 1950 in Belgrad) ist ein ehemaliger jugoslawischer Fußballspieler und -trainer.

## Spielerkarriere

### Vereine
Pejović, aus der Jugendmannschaft des FK Partizan Belgrad hervorgegangen, rückte zur Saison 1967/68 in die Erste Mannschaft auf, gehörte ihr bis Saisonende 1977/78 in der 1. Jugoslawischen Liga an und bestritt insgesamt 168 Punktspiele. Am Ende seiner Premierensaison im Seniorenbereich belegte er mit seiner Mannschaft den zweiten Platz in der Meisterschaft – fünf Punkte hinter Meister FK Roter Stern Belgrad. Am Saisonende 1975/76 und 1977/78, seiner letzten, wurde die Meisterschaft und auch der Mitropapokal gewonnen. Im 1955 wiederbelebten Wettbewerb hatte er am 28. September 1977 und am 29. März 1978 beim 5:1- und 3:2-Sieg im Hin- und Rückspiel gegen den FC Zbrojovka Brünn dazu beigetragen. 1971/72 hatte er in diesem Wettbewerb zuvor vier Spiele bestritten, kam am 30. September 1970 im Wettbewerb um den Messestädte-Pokal bei der 0:6-Niederlage gegen Dynamo Dresden im Erstrundenrückspiel und in vier Spielen des Wettbewerbs um den UEFA-Pokal 1974/75 zum Einsatz.
Von 1978 bis 1984 gehörte er dem FK Galenika Zemun an, mit dem er in Saison 1982/83 das einzige Mal in der 1. Jugoslawischen Liga spielte.

### Nationalmannschaft
Pejović spielte im Jahr 1974 für die Amateurnationalmannschaft Jugoslawiens im Wettbewerb um den UEFA-Amateur-Cup. Am 28. April erreichte seine Mannschaft – nachdem sie sich zuvor im Halbfinale mit 2:1 gegen die Amateurnationalmannschaft Spaniens durchgesetzt hatte – das Finale. Die Begegnung in Rijeka gegen die Amateurnationalmannschaft Deutschlands wurde aufgrund des morastigen Spielfeldes nach Regenschauern nicht ausgetragen und beide Mannschaften zu Siegern erklärt.

### Erfolge
- Europameister der Amateure 1974
- Mitropapokal 1978
- Jugoslawischer Meister 1976, 1978

## Trainerkarriere
Sechs Jahre nach Beendigung seiner Spielerkarriere und dem zwischenzeitlichen Erwerb der Trainerlizenz übernahm er in der Saison 1990/91 den FK Zemun, wie sich sein letzter Verein als Spieler seit 1986 nannte. In einem Teilnehmerfeld von 19 Mannschaften wurde die Saison auf Platz 13 abgeschlossen.
Nach sechsjähriger Pause ohne Trainertätigkeit übernahm er am 31. Mai 1997 den maltesischen Erstligisten FC Floriana, zur Saison 1998/99 und bis zum 20. August 1999 den Ligakonkurrenten FC Birkirkara, der am Saisonende 1999/2000 erstmals die Meisterschaft gewann.

### Erfolge
- Maltesischer Meister 2000